# Polski Związek Powstańczy (Płock)
Polski Związek Powstańczy – lokalna organizacja antykomunistyczna działająca na terenie Płocka i jego okolic w latach 1945-1946.

## Historia
Grupa byłych żołnierzy Armii Krajowej i młodzieży szkolnej z Płocka zdecydowała się w kwietniu 1945 r. na stworzenie organizacji podziemnej zwalczającej komunistyczne struktury stworzone przez Tymczasowy Rząd Jedności Narodowej. 
Komendantem organizacji został Marceli Kowalski ps. „Okrzeja". W krótkim czasie udało mu się zbudować strukturę obejmującą Płock i jego najbliższe okolice. W siedmiu drużynach działało ok. 60-70 konspiratorów. W okresie swego funkcjonowania organizacja przeprowadziło kilka akcji zbrojnych, podczas których dokonali rozbrojenia funkcjonariuszy aparatu bezpieczeństwa i członków PPR. W ramach działalności propagandowej Związek wydawał własną prasę podziemną. Najbardziej spektakularną akcją podjętą przez organizację była próba wysadzenia pomnika wdzięczności Armii Czerwonej w Płocku. Oddział kierowany przez Stanisława Pesta ps. „Lew" podłożył ładunek wybuchowy, którego moc okazała się niewystarczająca do zniszczenia pomnika. 
W styczniu 1946 r. organizacja nawiązała kontakt z warszawskim WiN. W lutym Ministerstwo Bezpieczeństwa Publicznego przeprowadziło serię aresztowań, uwięziono 27 członków organizacji. Spowodowało to zakończenie działania organizacji.

## Upamiętnienie
Instytut Pamięci Narodowej przygotował w 2009 r. film dokumentalny o działalności PZP w ramach ruchu oporu w czasach stalinowskich.